# Отто Тепліц
Отто Тепліц (нім. Otto Toeplitz; 1 серпня 1881, Вроцлав, Польща , — 15 лютого, 1940, Єрусалим, Палестина) — математик, основні роботи — в царині
функціонального аналізу.

## Біографія
Народився в єврейській родині, батько, Еміль, і дід, Юліус, були викладачами математики в гімназії. Вивчав математику в Вроцлавському університеті, там же в 1905 році отримав ступінь доктора наук з дисертацією по алгебраїчній геометрії.
З 1906 по 1913 рік працював у Геттінгенському університеті,  котрий на той час був передович математичним центром у світі. На математичному факультеті працювали такі вчені: Давид Гільберт, Фелікс Клейн, Герман Мінковський. Разом з Борном, Курантом та Хеллінгером увійшов до групи вчених, що працюють спільно з Гільбертом, з членами групи підтримував стосунки все життя. Роботи того часу пов'язані з узагальненням теорії лінійних функціоналів та квадратичних форм для нескінченновимірних випадків, написав п'ять робіт, безпосередньо пов'язаних із спектральною теорією операторів, яку розробляв Гільберт, опублікував роботу про процес підсумовування і визначив базові принципи матриць Тепліца. Спільно з Хеллінгером встановив обмеженість симетричного оператору в гільбертовому просторі (Теорема Хеллінгера - Тепліца). У 1911 році сформулював гіпотезу про вписаний квадрат, в якій припустив, що всяка жорданова крива містить вписаний квадрат (також відома як «гіпотеза Тепліца»). Твердження було доведено для опуклих кривих та гладких кривих.
У 1913 році отримав посаду професора-викладача в Університеті імені Християна Альбрехта, де в 1920 році став завідувачем кафедри. У 1928 році перейшов в Боннський університет, де змінив Едуарда Штуді.
З початку 1920-х років в область інтересів входили історія математики та викладання математики. Просував «генетичний метод» викладання математики, який застосував при написанні книги «Entwicklung der Infinitesimalrechnung», в якій вибудовував канву викладу сучасних завдань як поетапного розвитку класичних задач давньогрецької математики. Книга писалася з 1920-х років, але так і не була закінчена, згодом відредагована Готтфрідом Кете і посмертно видана німецькою в 1946 році. У 1929 за його участю був створена книга з історії математики «Quellen und Studien zur Geschichte der Mathematik», в 1930 році спільно з Хансом Радемахером опублікував книгу «Про числа та фігури» (нім. Von Zahlen und Figuren).
У 1933 році в Німеччині набув чинності «Закон про відновлення професійного чиновництва» згідно з яким викладачі єврейського походження були відсторонені від роботи. Спочатку Тепліц зміг зберегти позицію, так як він був серед тих, кого призначили до 1914 року, але в 1935 році він був також звільнений. У 1939 році емігрував у Палестину і помер в Єрусалимі від туберкульозу рік потому.

## Цитати
Ось як Готтфрід Кете, який був помічником Отто в Бонні, описав їх співробітництво:
| Ліві лапки | Отто любив гуляти і говорити про наукові питання. Мені насправді потрібен був лише аркуш паперу і олівець, щоб записувати все. Тепліц переконав мене, що план дослідження виявляється найкраще в діалозі. У своєму протоколі взаємних зустрічей, іноді наголошується, що результати в їх нинішньому вигляді були знайдені під час прогулянки вздовж річки Рейн... Як далі ми просувалися з нашою спільною роботою, звісно виникали нові питання, ми ставали більш сміливими, ставили перед собою більш високі цілі. | Праві лапки |

За його власними словами:
| Ліві лапки | ... Математика і математичне мислення є не тільки частиною спеціальної науки, але також тісно пов'язане з нашою загальною культурою та її історичним розвитком математичного мислення, міст до так званих Мистецтва і Науки, і на вигляд такі не історичні точні науки можуть бути знайдені... Наша головна мета, допомогти побудувати такий міст. Не заради історії, але для походження проблем, фактів і доказів, заради вирішальних поворотних пунктів цього походження... Повертаючись до коріння цих концепцій, через пил минулих часів, шрами тривалого використання зникнуть, і вони будуть відроджуватися для нас, істот, повних життя. | Праві лапки |